# I Just Dropped by to Say Hello
I Just Dropped by to Say Hello — студійний альбом американського джазового співака Джонні Гартмана, випущений у 1963 році лейблом Impulse! Records. Записаний 9 і 17 жовтня 1963 року на студії Van Gelder Studio в Енглвуд-Кліффс (Нью-Джерсі).
Альбом став другим і передостаннім на лейблі Impulse! та вийшов після успішної співпраці з Джоном Колтрейном на альбомі John Coltrane and Johnny Hartman, що був записаний декількома місяцями раніше.

## Список композицій
1. «Charade» (Генрі Манчіні, Джонні Мерсер) — 2:38
2. «In the Wee Small Hours of the Morning» (Боб Гіллард, Девід Менн) — 2:49
3. «A Sleepin' Bee» (Гарольд Арлен, Трумен Капоте) — 2:15
4. «Don't You Know I Care» (Мек Девід, Дюк Еллінгтон) — 4:34
5. «Kiss & Run» (Вільям Енгвік) — 3:35
6. «If I'm Lucky» (Едді ДеЛандж, Джозеф Мюроу) — 2:57
7. «I Just Dropped by to Say Hello» (Сід Феллер, Рік Ворд) — 4:10
8. «Stairway to the Stars» (Метті Мелнек, Мітчелл Періш, Френк Сіньйореллі) — 3:08
9. «Our Time» (Джонні Гартман) — 2:59
10. «Don't Call It Love» (Річард Брайт, Ронелл Брайт) — 2:07
11. «How Sweet It Is to Be in Love» (Денні ДіМінно) — 2:19

Композиції 1 і 6 були записані 9 жовтня 1963 року, усі інші — 17 жовтня 1963 року.

## Учасники запису
- Джонні Гартман — вокал
- Генк Джонс — фортепіано
- Кенні Беррелл, Джим Голл — гітара
- Мілт Гінтон — контрабас
- Іллінойс Жаке — тенор-саксофон
- Елвін Джонс — ударні

Технічний персонал
- Боб Тіл — продюсер

## Видання
| Країна | Дата | Лейбл    | Формат | Каталог |
| ------ | ---- | -------- | ------ | ------- |
| США    | 1963 | Impulse! | LP     | A-57    |